# West Brookfield (Massachusetts)
West Brookfield – miasto w Stanach Zjednoczonych, w stanie Massachusetts, w hrabstwie Worcester.